# Godfrey DeCourcelles Chevalier
Godfrey DeCourcelles Chevalier (Providence, 7 marzo 1889 – Norfolk, 14 novembre 1922) è stato un militare e aviatore statunitense che prestò servizio nella United States Navy come ufficiale aviatore e fu comandante della Naval Air Station di Dunkerque durante la prima guerra mondiale. Successivamente fu uno dei padri dell'aviazione imbarcata statunitense.

## Biografia
Nacque il 7 marzo 1889 a Providence, Rhode Island. In giovane età si trasferì con la sua famiglia a Medford, Massachusetts, dove frequentò la scuola secondaria e venne soprannominato Darb. Nel giugno 1910 si diplomò presso l'United States Naval Academy di Annapolis (Maryland), completando poi lì corso di aviatore e svolgendo attività di istruttore fino al 1914.
L'8 maggio 1913, con il grado di tenente, partecipò come passeggero a un volo a lunga distanza di 169 chilometri, effettuato da un idrovolante Curtiss pilotato dal tenente John Henry Towers. L'aereo decollò dal Washington Navy Yard di Washington seguendo il fiume Potomac fino alla baia di Chesapeake per ammarare presso l'Accademia di Annapolis. Il volo durò tre ore e cinque minuti, e venne effettuato alla velocità media di cinquanta miglia orarie.
Dopo un anno passato in mare a bordo dell'incrociatore leggero USS Birmingham, con cui partecipò ad operazioni belliche in acque messicane, venne trasferito presso la base aeronavale di Pensacola, Florida, dove ottenne il brevetto di pilota militare il 7 novembre 1915.
Nel 1916, mentre era imbarcato sull'incrociatore corazzato USS North Carolina, contribuì a installare la prima catapulta per il lancio di aerei su una nave da guerra americana pilotando poi il primo aereo ad essere lanciato da essa. Nel 1917, quando gli Stati Uniti entrarono nella prima guerra mondiale, fu assegnato alla base di Parigi assumendo poi il comando della stazione aeronautica navale statunitense (US Naval Aeronautic Station) di Dunkerque. Successivamente assunse il comando del Northern Bombing Squadron, appartenente all'U.S. Naval Aviation Forces di Parigi, per assumere poi altri incarichi a Londra. Per i servizi resi alla patria venne decorato con la Navy Distinguished Service Medal.
Dopo l'armistizio del novembre 1918, ricoprì diversi incarichi prima di partecipare nel 1920 alla riconversione della nave carboniera Jupiter nella prima portaerei statunitense, la USS Langley. Dopo la sua entrata in servizio nel 1922, prestò servizio a bordo dell'unità in qualità di ufficiale responsabile del Distaccamento Aeronautico, e fu incaricato dal contrammiraglio William A. Moffett, comandante del Bureau of Aeronautics, dello sviluppo di un carrello d'atterraggio in grado di operare dai ponti della portaerei. Il 26 ottobre 1922 il Lieutenant Commander Chevalier effettuò il primo atterraggio sul ponte della Langley, volando su un Aeromarine 39-B (l'esemplare matricola A 606).
Illustre pioniere dell'aviazione navale morì presso il Naval Hospital di Norfolk, Virginia, il 14 novembre 1922 in conseguenza delle ferite riportate il 12 novembre 1922 in un incidente vicino a Lock Haven, Virginia. Stava volando a bordo di un Vought VE-7 Bluebird dalla Naval Air Station di Norfolk a Yorktown, in Virginia, quando l'aereo ebbe un incidente ed il pilota riportò numerose ferite che gli furono fatali.
Alla sua memoria l'U.S. Navy intitolò due cacciatorpediniere: il DD 451 della classe Fletcher, e il successivo DD 805 della classe Gearing. Entrambi vennero costruiti preso i cantieri Bath Iron Works, e madrina del loro varo fu la signora Marguerite Jackson Chevalier, vedova del pilota. Al suo nome fu intitolato un teatro di Medford, Massachusetts, e l'aeroporto Chevalier Field, a Pensacola, Florida.

## Galleria d'immagini

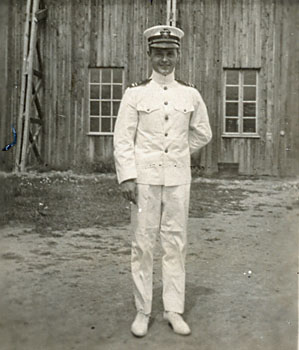
Godfrey deC. Chevalier
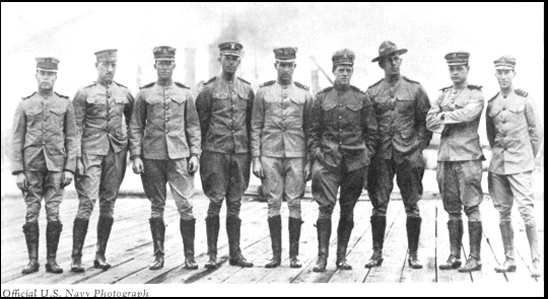
Nel marzo del 1914 la US Navy aveva istituito una scuola di volo a Pensacola, in Florida. Tra i sottufficiali del corso di quell'anno vi erano (da sinistra a destra): Lieutenant V.D. Herbster , Lieutenant W.M .McIlvain, Lieutenant P.N.L. Bellinger, Lieutenant R.C. Saufley , Lieutenant J.H. Towers , Lieutenant Commander H.C. Mustin, Lieutenant (Army) B.L. Smith, Ensign G. de Chevalier, e Ensign M.L. Stolz.
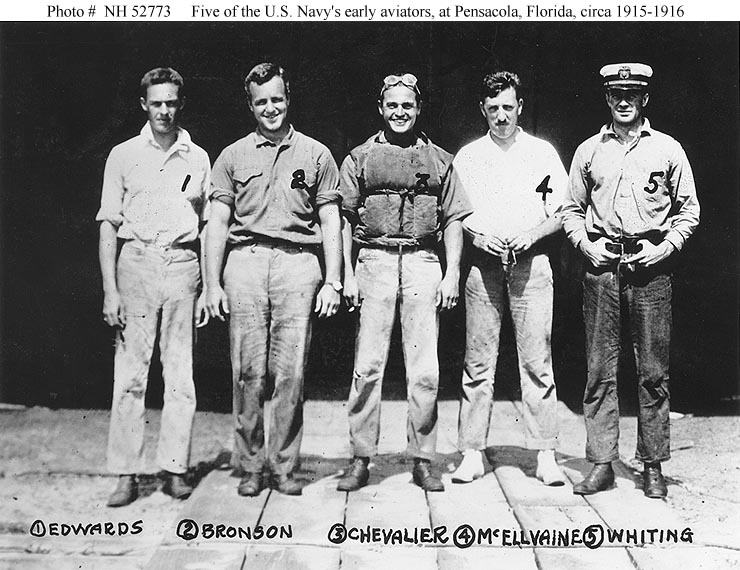
Cinque aviatori navali a Pensacola, ca. 1915-1916. Godfrey deC. Chevalier è al centro.
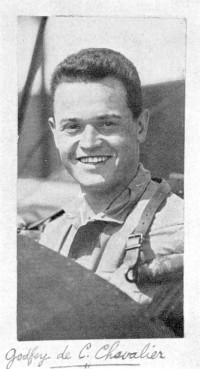
Godfrey Chevalier nel cockpit di un aereo non identificato.

### Periodici
- (EN) Jackson R. Tate, We Rode the Covered Wagon, in Proceedings Magazine, Annapolis, Maryland, United States Naval Institute, ottobre 1978.